# 城巴23線
城巴23線是一條港島日間巴士路線，來往蒲飛路及北角碼頭，主要途經西半山、灣仔、銅鑼灣及北角等地區。
城巴23X線是23線的特別路線，由蒲飛路單向開往西灣河（太康街），途經西半山及金鐘後，取道告士打道及東區走廊，前往北角、鰂魚涌及太古城，只於星期一至五上午繁忙時間提供服務。

## 簡介及歷史
23線是半山區老牌巴士路線，本路線出現，是因為半山區學校林立，在1960年代初已有不少居於北角的學生於該區就讀，當時莘莘學子須乘搭2號線或10線往中區，再轉乘中巴3號線或12線返回學校，未能一程直達。有見及此，交通諮詢委員會於1963年11月向中巴建議增設北角至半山區的「學生巴士」；中巴向學生進行問卷調查後，於翌年4月接納開辦新路線之建議。交諮會於1964年7月發表報告，曾透露已經批准中巴於數月內開辦有關路線；中巴並為此特地訂購新巴士，卻因船期延誤而影響該批新車抵港日期，新線開辦日期亦因此被迫推遲。
最後本路線於1965年4月11日起投入服務，當時由中巴營辦。
本線初時來回程皆行經堅道及般咸道，直至1974年4月16日，配合半山區巴士專綫啟用，往北角方向改經柏道及羅便臣道，而回程的路線則不變。另外本線原本行經電氣道及渣華道，但在1980年12月22日起配合東區巴士專線全面啟用，來回程改經英皇道。另外，本線開辦初期，往北角方向的班次到達花園道後，會先繞經中環的皇后大道中、昃臣道、遮打道和美利道，然後才經金鐘道往東行。1978年7月31日起，不再繞經中環，直接進入金鐘。
1993年10月23日起，本線增派空調巴士行走，及後於1998年9月1日，由於中巴的專營權屆滿後被特區政府收回，因此本線由新巴繼承。
2018年1月15日：增設實時抵站時間查詢服務。
2021年1月9日：可使用支付寶付款。
2022年9月5日：23X線開辦。
2023年7月1日：因應城巴新巴專營權合併，本線改由城巴經營。

## 服務時間及班次
23
| 北角碼頭開       | 北角碼頭開  | 北角碼頭開   | 蒲飛路開         | 蒲飛路開     | 蒲飛路開     |
| 日期             | 服務時間    | 班次（分鐘） | 日期             | 服務時間     | 班次（分鐘） |
| ---------------- | ----------- | ------------ | ---------------- | ------------ | ------------ |
| 星期一至五       | 05:45-06:50 | 13           | 星期一至五       | 06:30        | 06:30        |
| 星期一至五       | 06:50-07:00 | 10           | 星期一至五       | 06:50-07:50  | 15           |
| 星期一至五       | 07:00-07:29 | 7/8          | 星期一至五       | 07:50-08:00  | 10           |
| 星期一至五       | 07:29-08:19 | 10           | 星期一至五       | 08:00-08:59  | 8/9          |
| 星期一至五       | 08:19-08:30 | 11           | 星期一至五       | 09:10、09:20 | 09:10、09:20 |
| 星期一至五       | 08:30-10:00 | 10           | 星期一至五       | 09:30-09:48  | 9            |
| 星期一至五       | 10:00-11:00 | 12           | 星期一至五       | 09:48-10:48  | 10           |
| 星期一至五       | 11:00-11:49 | 7            | 星期一至五       | 10:48-13:00  | 12           |
| 星期一至五       | 11:49-11:59 | 10           | 星期一至五       | 13:00-13:10  | 10           |
| 星期一至五       | 11:59-12:59 | 12           | 星期一至五       | 13:10-14:06  | 7            |
| 星期一至五       | 12:59-13:10 | 11           | 星期一至五       | 14:06-14:36  | 10           |
| 星期一至五       | 13:10-14:20 | 10           | 星期一至五       | 14:36-22:00  | 12           |
| 星期一至五       | 14:20-18:00 | 7/8          | 星期一至五       | 22:00-00:45  | 15           |
| 星期一至五       | 18:00-20:00 | 10           |                  |              |              |
| 星期一至五       | 20:00-21:00 | 12           |                  |              |              |
| 星期一至五       | 21:00-21:40 | 8            |                  |              |              |
| 星期一至五       | 21:40-22:00 | 10           |                  |              |              |
| 星期一至五       | 22:00-23:00 | 15           |                  |              |              |
| 星期一至五       | 23:00-00:00 | 20           |                  |              |              |
| 星期六           | 05:45-07:06 | 11/12        | 星期六           | 06:30-09:10  | 10           |
| 星期六           | 07:06-11:06 | 10           | 星期六           | 09:10-18:54  | 8            |
| 星期六           | 11:06-18:50 | 8            | 星期六           | 18;54-19:48  | 9            |
| 星期六           | 18:50-20:02 | 9            | 星期六           | 19:48-20:58  | 10           |
| 星期六           | 20:02-20:12 | 10           | 星期六           | 20:58-23:34  | 12           |
| 星期六           | 20:12-22:00 | 12           | 星期六           | 23:34-00:00  | 13           |
| 星期六           | 22:00-00:00 | 15           | 星期六           | 00:00-00:45  | 15           |
| 星期日及公眾假期 | 05:45-09:00 | 15           | 星期日及公眾假期 | 06:30-09:00  | 15           |
| 星期日及公眾假期 | 09:00-10:12 | 12           | 星期日及公眾假期 | 09:00-10:00  | 10           |
| 星期日及公眾假期 | 10:12-10:32 | 10           | 星期日及公眾假期 | 10:00-13:59  | 8/9          |
| 星期日及公眾假期 | 10:32-20:02 | 8/9          | 星期日及公眾假期 | 13:59-14:49  | 10           |
| 星期日及公眾假期 | 20:02-20:12 | 10           | 星期日及公眾假期 | 14:49-17:06  | 8/9          |
| 星期日及公眾假期 | 20:12-22:00 | 12           | 星期日及公眾假期 | 17:06-18:06  | 10           |
| 星期日及公眾假期 | 22:00-00:00 | 15           | 星期日及公眾假期 | 18:06-22:42  | 12           |
|                  |             |              | 星期日及公眾假期 | 22:42-00:00  | 13           |
| 00:00-00:45      | 15          |              | 星期日及公眾假期 |              |              |

23X
- 蒲飛路開：
  - 星期一至五：07:50

星期六、日及公眾假期不設服務

## 收費
| 路線 | 全程收費 | 分段收費                                                                                            |
| ---- | -------- | --------------------------------------------------------------------------------------------------- |
| 23   | $8.7     | - 皇仁書院往蒲飛路：$7.6 - 明愛中心往蒲飛路：$6.3 - 金鐘站往北角碼頭：$5.2 - 銀幕街往北角碼頭：$4.8 |
| 23X  | $12.1    | - 渣華道市政大廈往西灣河：$5.2                                                                      |

| - 本線設有12歲以下小童及65歲或以上長者半價優惠。 - 65歲或以上香港居民使用「樂悠咭」，以及12歲以下合資格殘疾兒童使用「殘疾人士身份」個人八達通繳付車資，均可享有每程$2.0或半價（以較低者為準）的票價優惠；12至64歲合資格殘疾人士使用「殘疾人士身份」個人八達通（包括「樂悠咭」），以及60至64歲香港居民使用「樂悠咭」繳付車資，均可享有每程$2.0或全費（以較低者為準）的票價優惠。 - 65歲或以上長者如使用長者或一般個人八達通繳付車資，則只可享有半價優惠；12至64歲合資格殘疾人士如不使用「殘疾人士身份」個人八達通，以及60至64歲人士如不使用「樂悠咭」繳付車資，必須繳付全費。 - 乘客可以現金或八達通於上車時付款，不設找續。 - 每位成人乘客可免費攜帶最多兩名4歲以下而不佔座位的兒童乘客乘車，超額之4歲以下小童必須繳付小童車費乘車。 - 九龍巴士、城巴及龍運巴士全職員工及家屬（不包括外判職員）可免費乘搭本路線，惟必須拍職員或職員家屬八達通。 - 乘客亦可使用AlipayHK「易乘碼」、支付寶、 WeChatHK／微信支付「搭車碼」、銀聯雲閃付「乘車碼」及BOC Pay「乘車碼」、具有感應式支付功能的VISA、Mastercard及銀聯卡，以及Apple Pay、Google Pay及Samsung Pay流動支付平台繳付車資。使用此支付方式的乘客可享有中途下車之分段收費，以及與其他城巴獨營路線或聯營線城巴班次之轉乘優惠，惟不適用於與非城巴路線之轉乘優惠。使用此支付方式的乘客亦不能享有「公共交通費用補貼計劃」及「長者及合資格殘疾人士公共交通票價優惠計劃」。 - 本線接受以AlipayHK「易乘碼」及銀聯雲閃付「乘車碼」繳付車資。使用此等付款方式將只可享有其他同樣接受此付款方式的路線的轉乘優惠，亦不能受惠於劃一$2票價優惠及公共交通費用補貼計劃。 |

### 八達通轉乘優惠
乘客登上本線後90分鐘內以同一張八達通卡轉乘以下路線，或從以下路線登車後90分鐘內以同一張八達通卡轉乘本線，次程可獲車資折扣優惠：
2往嘉亨灣 → 23往北角碼頭，次程車資全免
23←→2A、2X、8P、8X
- 23往北角碼頭 → 2A往耀東邨 、2X往嘉亨灣、8P往小西灣或1跑馬地，次程可獲$1折扣優惠
- 23往北角碼頭 → 8X往小西灣，次程可獲$4.1折扣優惠
- 2A、2X、8P往灣仔北或19往小西灣 → 23往蒲飛路，次程可獲$1折扣優惠
- 8X往跑馬地 → 23往蒲飛路，次程可獲$4.1折扣優惠

23←→4(X)、30X，次程可獲$1折扣優惠
- 23往蒲飛路 → 4(X)華富或30X往數碼港
- 4(X)或30X往金鐘 → 23往北角碼頭

23←→12、25、26
- 23往蒲飛路 → 12往羅便臣道，次程車資全免
- 23往北角碼頭 → 25往寶馬山或26往勵德邨，次程車資全免
- 12往中環 → 23往北角碼頭，回贈首程車資
- 25往中環 → 23往蒲飛路，次程車資全免
- 26往荷李活道 → 23往蒲飛路，次程可獲$4.8折扣優惠

## 使用車輛
中巴時代，本線派車以丹尼士禿鷹（空調及非空調）及丹拿珍寶為主，而利蘭奧林比安（空調及非空調）及富豪奧林比安亦不時行走本線。據聞中巴當年訂購丹尼士禿鷹11.3米非空調巴士的其中一個原因，是針對23線行走路窄多彎的半山區道路，加上本線客量極高，需要車身較短但載客量高的巴士。
新巴在接手23號線初期特別引進30輛丹尼士三叉戟三型11.3米巴士（車隊編號14xx），以適應23線的行車環境。但有傳聞指丹尼士三叉戟12米巴士以及富豪奧林比安12米巴士（購自空運貨站，編號VA65-66）亦曾於本線行走。在新巴Enviro 500 12米投入服務後，亦曾行走本線（由於23線當日改道的關係，並不包括半山段）。
現時，亞歷山大丹尼士Enviro 500 (MMC) 11.3米（40XX）及富豪B9TL（45XX）是行23線的主力。

## 行車路線
23

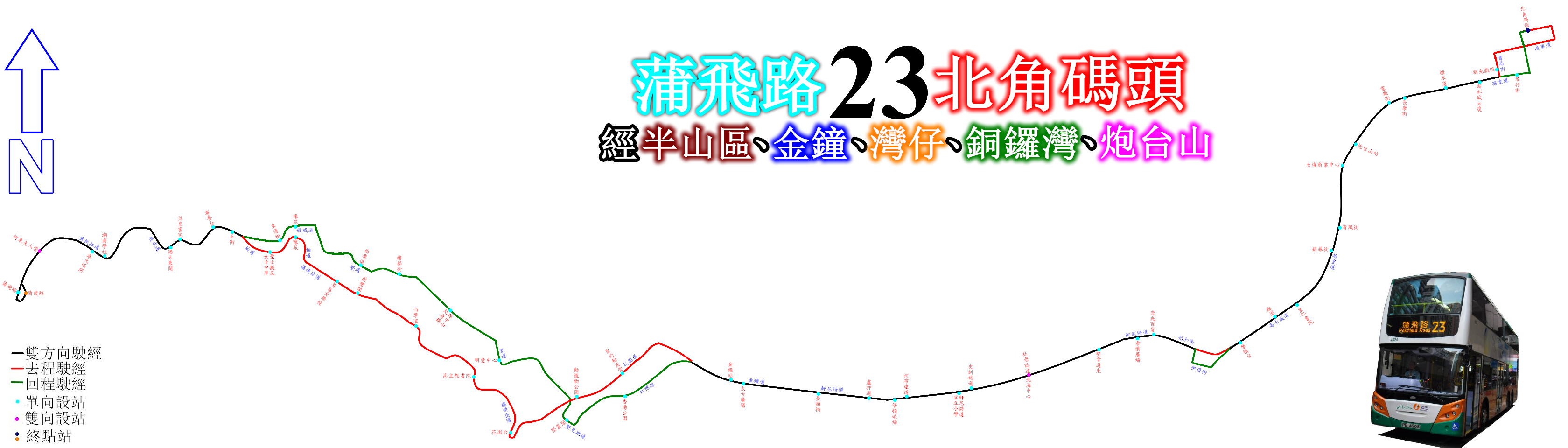
23路線的走線圖

北角碼頭開經：琴行街、英皇道、高士威道、伊榮街、邊寧頓街、怡和街、軒尼詩道、金鐘道、紅棉路、堅尼地道、上亞厘畢道、堅道、般咸道及薄扶林道。

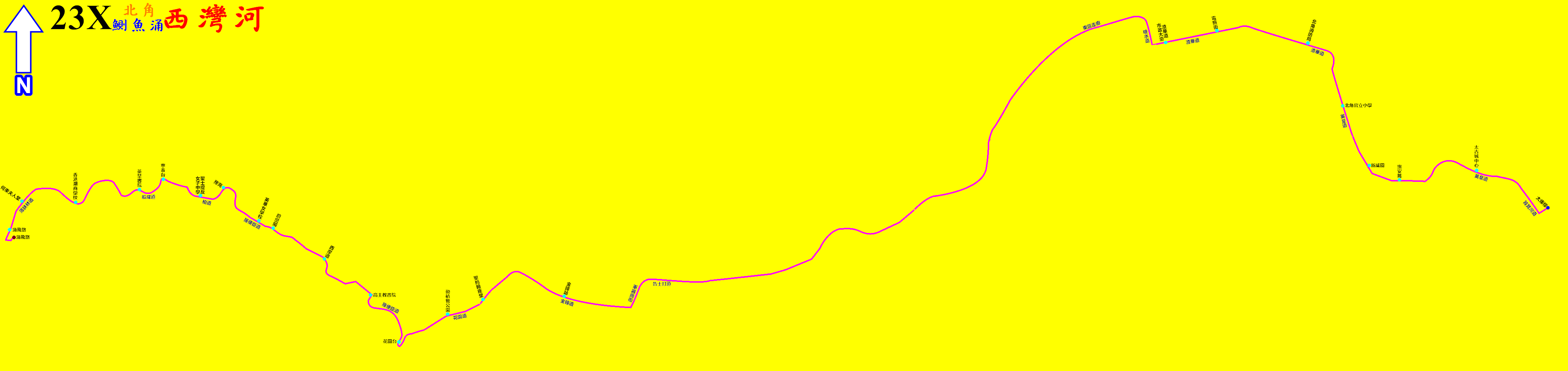
23X路線的走線圖

蒲飛路開經：薄扶林道、般咸道、柏道、羅便臣道、花園道、花園道天橋、金鐘道、軒尼詩道、怡和街、高士威道、英皇道、書局街、渣華道及電照街。
23X
經：薄扶林道、般咸道、柏道、羅便臣道、花園道、花園道天橋、金鐘道、軍器廠街、天橋、告士打道、維園道、東區走廊、糖水道、渣華道、英皇道、筲箕灣道及太康街。

### 沿線車站
23
| 北角碼頭開 | 北角碼頭開       | 北角碼頭開             | 蒲飛路開 | 蒲飛路開         | 蒲飛路開               |
| 序號       | 車站名稱         | 位置                   | 序號     | 車站名稱         | 位置                   |
| ---------- | ---------------- | ---------------------- | -------- | ---------------- | ---------------------- |
| 1          | 北角碼頭         | 北角碼頭公共運輸交匯處 | 1        | 蒲飛路           | 蒲飛路巴士總站         |
| 2          | 琴行街           | 英皇道                 | 2        | 蒲飛路           | 薄扶林道               |
| 3          | 新都城大廈       | 英皇道                 | 3        | 何東夫人堂       | 薄扶林道               |
| 4          | 長康街           | 英皇道                 | 4        | 香港潮商學校     | 薄扶林道               |
| 5          | 炮台山站         | 英皇道                 | 5        | 英皇書院         | 般咸道                 |
| 6          | 清風街           | 英皇道                 | 6        | 寧養台           | 般咸道                 |
| 7          | 皇仁書院         | 高士威道               | 7        | 聖士提反女子中學 | 柏道                   |
| 8          | 摩頓臺           | 高士威道               | 8        | 豫苑             | 柏道                   |
| 9          | 希慎廣場         | 軒尼詩道               | 9        | 英華女學校       | 羅便臣道               |
| 10         | 堅拿道東         | 軒尼詩道               | 10       | 蔚巒閣           | 羅便臣道               |
| 11         | 北海中心         | 軒尼詩道               | 11       | 西摩道           | 羅便臣道               |
| 12         | 軒尼詩道官立小學 | 軒尼詩道               | 12       | 高主教書院       | 羅便臣道               |
| 13         | 修頓球場         | 軒尼詩道               | 13       | 花園台           | 羅便臣道               |
| 14         | 晏頓街           | 軒尼詩道               | 14       | 香港動植物公園   | 花園道                 |
| 15         | 太古廣場         | 金鐘道                 | 15       | 聖約翰座堂       | 花園道                 |
| 16         | 香港公園         | 紅棉路                 | 16       | 金鐘站           | 金鐘道                 |
| 17         | 堅麗閣           | 堅尼地道               | 17       | 盧押道           | 軒尼詩道               |
| 18         | 明愛中心         | 堅道                   | 18       | 柯布連道         | 軒尼詩道               |
| 19         | 孫中山紀念館     | 堅道                   | 19       | 史釗域道         | 軒尼詩道               |
| 20         | 樓梯街           | 堅道                   | 20       | 杜老誌道         | 軒尼詩道               |
| 21         | 西摩道           | 堅道                   | 21       | 崇光百貨         | 軒尼詩道               |
| 22         | 豫苑             | 般咸道                 | 22       | 維多利亞公園     | 高士威道               |
| 23         | 東邊街           | 般咸道                 | 23       | 銀幕街           | 英皇道                 |
| 24         | 正街             | 般咸道                 | 24       | 七海商業中心     | 英皇道                 |
| 25         | 香港大學東閘     | 般咸道                 | 25       | 電廠街           | 英皇道                 |
| 26         | 香港大學西閘     | 薄扶林道               | 26       | 糖水道           | 英皇道                 |
| 27         | 何東夫人堂       | 薄扶林道               | 27       | 馬寶道           | 書局街                 |
| 28         | 蒲飛路           | 蒲飛路巴士總站         | 28       | 北角碼頭         | 北角碼頭公共運輸交匯處 |

23X
| 蒲飛路開                   | 蒲飛路開         | 蒲飛路開       |
| 序號                       | 車站名稱         | 位置           |
| -------------------------- | ---------------- | -------------- |
| 1                          | 蒲飛路           | 蒲飛路巴士總站 |
| 2                          | 蒲飛路           | 薄扶林道       |
| 3                          | 何東夫人堂       | 薄扶林道       |
| 4                          | 香港潮商學校     | 薄扶林道       |
| 5                          | 英皇書院         | 般咸道         |
| 6                          | 寧養台           | 般咸道         |
| 7                          | 聖士提反女子中學 | 柏道           |
| 8                          | 豫苑             | 柏道           |
| 9                          | 英華女學校       | 羅便臣道       |
| 10                         | 蔚巒閣           | 羅便臣道       |
| 11                         | 西摩道           | 羅便臣道       |
| 12                         | 高主教書院       | 羅便臣道       |
| 13                         | 花園台           | 羅便臣道       |
| 14                         | 香港動植物公園   | 花園道         |
| 15                         | 聖約翰座堂       | 花園道         |
| 16                         | 金鐘站           | 金鐘道         |
| 告士打道、維園道；東區走廊 |                  |                |
| 17                         | 渣華道市政大廈   | 渣華道         |
| 18                         | 電照街           | 渣華道         |
| 19                         | 北角消防局       | 渣華道         |
| 20                         | 北角官立小學     | 英皇道         |
| 21                         | 新威園           | 英皇道         |
| 22                         | 惠安苑           | 英皇道         |
| 23                         | 太古城中心       | 英皇道         |
| 24                         | 太康樓           | 太康街         |

## 客量
本線一直被視為連結半山區和港島心臟地帶的最佳路線，也因為途經香港多間著名學府而被視為學校線。該線平常的主力乘客包括香港大學的學生、西半山各中小學生和半山居民，在繁忙時間客量甚高。因此，在1973年2月14日起增設短程循環線，來往北角碼頭至西摩道，直至1974年4月22日起取消特別班次，由23B線取代。
縱使港鐵西港島綫在2014年12月底通車，半山區居民可步行前往香港大學站及西營盤站乘搭港鐵，但是此路線仍以頻密的班次吸引沿途流水客，現時整體客量仍頗佳，經常頂閘。
另外本線全程收費雖然比起城巴40線及城巴40M線與本線重疊路段的分段收費（$6.3）昂貴得多（本線蒲飛路至灣仔路段的收費為$8.7），可是由於本線班次比前述路線頻密，趕時間的乘客都會流向本線。

## 外部連結
- 城巴官方路線資料 （页面存档备份，存于）
- 新巴23線詳細時間表 （页面存档备份，存于）